# Nicolas de Neufville, duc de Villeroy

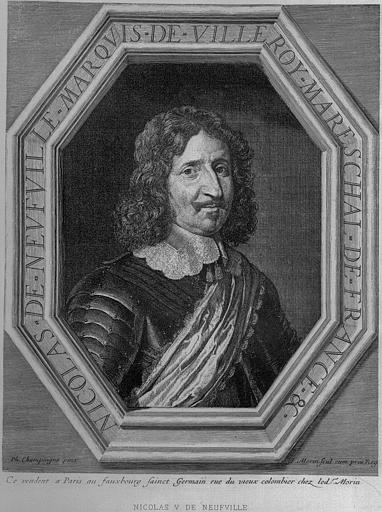
Nicolas de Neufville, duc de Villeroy

Nicolas de Neufville, marquis de Villeroy, ab  1663 duc de Villeroy (* 14. Oktober 1598; † 28. November 1685) war Marschall von Frankreich.
Er zeichnete sich als Soldat in Italien, Katalonien und bei der Einnahme der Festung La Mothe  in Lothringen aus. 1646 wurde er Marschall und zugleich Erzieher Ludwigs XIV. Obwohl ihn Mazarin anfeindete, blieb er doch dem Hof während der Unruhen der Fronde treu und erwarb sich dadurch das dauerhafte Wohlwollen des Königs.
1661 wurde er Chef des Finanzrats, Ritter vom Orden vom heiligen Geist und erhielt 1663 die Würde eines Pairs und Herzogs.
Am 11. Juli 1617 heiratete er Madeleine de Blanchefort de Créquy. Das Paar hatte vier Kinder:

## Kinder
1. Charles de  Neufville, († 1645) Markgraf von Alincourt.
2. François de Neufville, Herzog von Villeroy  (1644–1730) ⚭  Marguerite-Marie de Cossé-Brissac.
3. Françoise de Neufville († 1701) ⚭  (1) Just, Graf von Tournon († 1644), (2, 1646) Henri, Herzog von Chaulnes († 1653), (3) Jean Vignier, Markgraf von Hauterive.
4. Catherine de Neufville (1639–1707) ⚭  Louis von Lorraine, Graf von Armagnac (1660).

Er starb am 28. November 1685.